# Mercey
Cet article possède des paronymes, voir Mecé et Marçay (Indre-et-Loire).
Pour les articles homonymes, voir Mercey (homonymie).
Mercey est une commune française située dans le département de l'Eure, en région Normandie.

## Géographie

### Localisation
| La Chapelle-Longueville (comm. dél. de La Chapelle-Réanville) | La Chapelle-Longueville (comm. dél. de La Chapelle-Réanville) |              |
| Houlbec-Cocherel                                              | Mercey                                                        | Saint-Marcel |
|                                                               | Saint-Vincent-des-Bois                                        |              |

### Géologie et relief
Une carrière a été ouverte dans les sables de Lozère. Il s'agit d'une poche karstique remplie de sables de Lozère.
Les sables de Lozère sont une arène granitique originaire du Massif central, et charriés, au  Pliocène, par un fleuve qui tenait à la fois de la Loire et de la Seine, (voir Loire : Tracé antérieur).

### Hydrographie
La commune est située dans le bassin Seine-Normandie. Elle est drainée par le ruisseau de Saint-Ouen,.

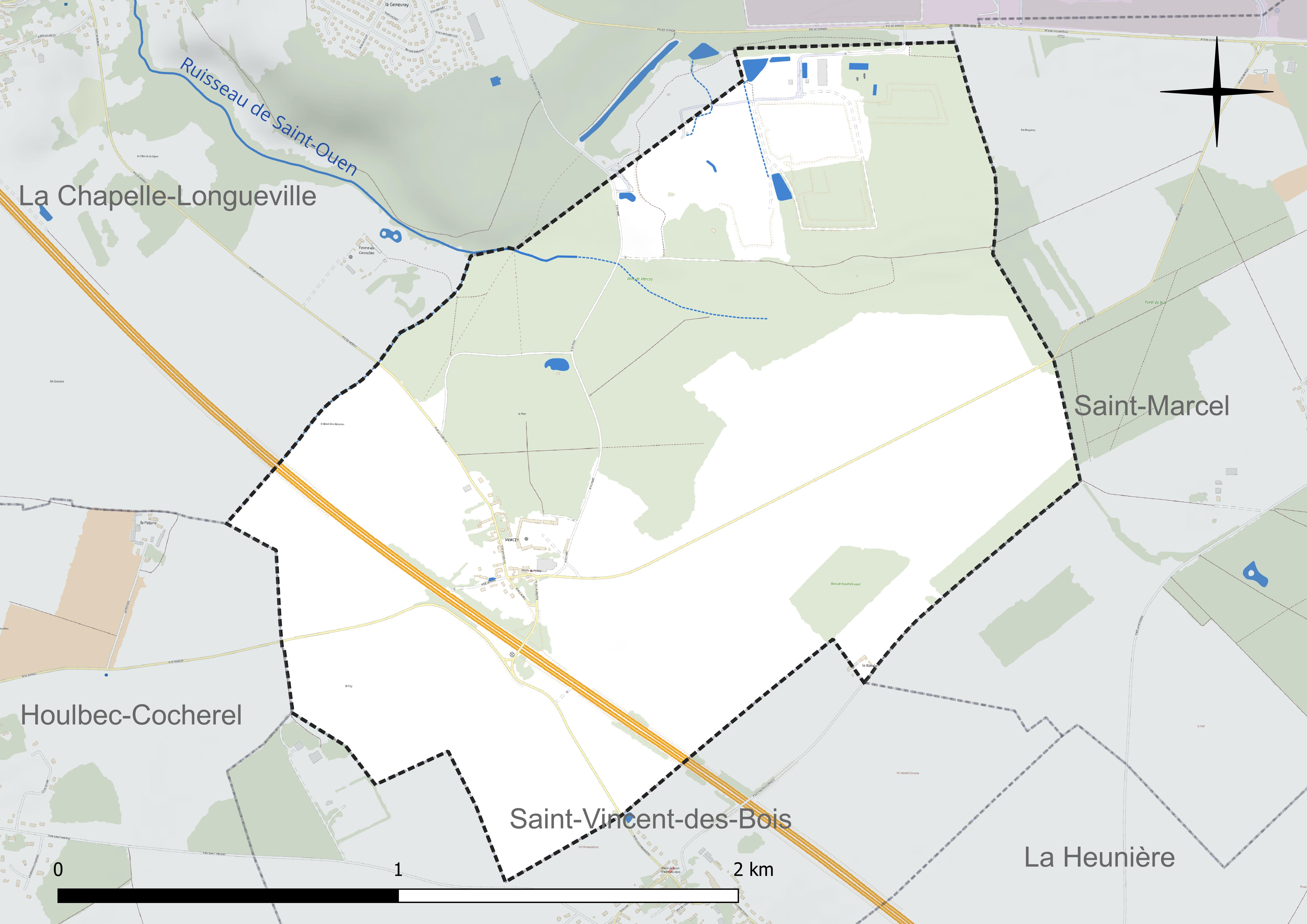
Réseau hydrographique de Mercey.

### Climat
Pour des articles plus généraux, voir Climat de la Normandie et Climat de l'Eure.
En 2010, le climat de la commune est de type climat océanique dégradé des plaines du Centre et du Nord, selon une étude du CNRS s'appuyant sur une série de données couvrant la période 1971-2000. En 2020, Météo-France publie une typologie des climats de la France métropolitaine dans laquelle la commune est exposée à un climat océanique et est dans la région climatique  Sud-ouest du bassin Parisien, caractérisée par une faible pluviométrie, notamment au printemps (120 à 150 mm) et un hiver froid (3,5 °C). Parallèlement le GIEC normand, un groupe régional d’experts sur le climat, différencie quant à lui, dans une étude de 2020, trois grands types de climats pour la région Normandie, nuancés à une échelle plus fine par les facteurs géographiques locaux. La commune est, selon ce zonage, exposée à un « climat des plateaux abrités », correspondant aux plaines agricoles de l’Eure, avec une pluviométrie beaucoup plus faible que dans la plaine de Caen en raison du double effet d’abri provoqué par les collines du Bocage normand et par celles qui s’étendent sur un axe du Pays d'Auge au Perche.
Pour la période 1971-2000, la température annuelle moyenne est de 10,3 °C, avec  une amplitude thermique annuelle de 14,1 °C. Le cumul annuel moyen de précipitations est de 681 mm, avec 10,7 jours de précipitations en janvier et 8,1 jours en juillet. Pour la période 1991-2020, la température moyenne annuelle observée sur la station météorologique la plus proche, située sur la commune de Huest à 14 km à vol d'oiseau, est de 11,2 °C et le cumul annuel moyen de précipitations est de 600,6 mm,. Pour l'avenir, les paramètres climatiques de la commune estimés pour 2050 selon différents scénarios d’émission de gaz à effet de serre sont consultables sur un site dédié publié par Météo-France en novembre 2022.

## Urbanisme

### Typologie
Au 1er janvier 2024, Mercey est catégorisée commune rurale à habitat dispersé, selon la nouvelle grille communale de densité à 7 niveaux définie par l'Insee en 2022.
Elle est située hors unité urbaine. Par ailleurs la commune fait partie de l'aire d'attraction de Paris, dont elle est une commune de la couronne,. 

### Occupation des sols
L'occupation des sols de la commune, telle qu'elle ressort de la base de données européenne d’occupation biophysique des sols Corine Land Cover (CLC), est marquée par l'importance des territoires agricoles (60,7 % en 2018), une proportion sensiblement équivalente à celle de 1990 (60,6 %). La répartition détaillée en 2018 est la suivante : 
terres arables (60,6 %), forêts (28,7 %), mines, décharges et chantiers (10,5 %), zones urbanisées (0,1 %), zones agricoles hétérogènes (0,1 %). L'évolution de l’occupation des sols de la commune et de ses infrastructures peut être observée sur les différentes représentations cartographiques du territoire : la carte de Cassini (XVIIIe siècle), la carte d'état-major (1820-1866) et les cartes ou photos aériennes de l'IGN pour la période actuelle (1950 à aujourd'hui).

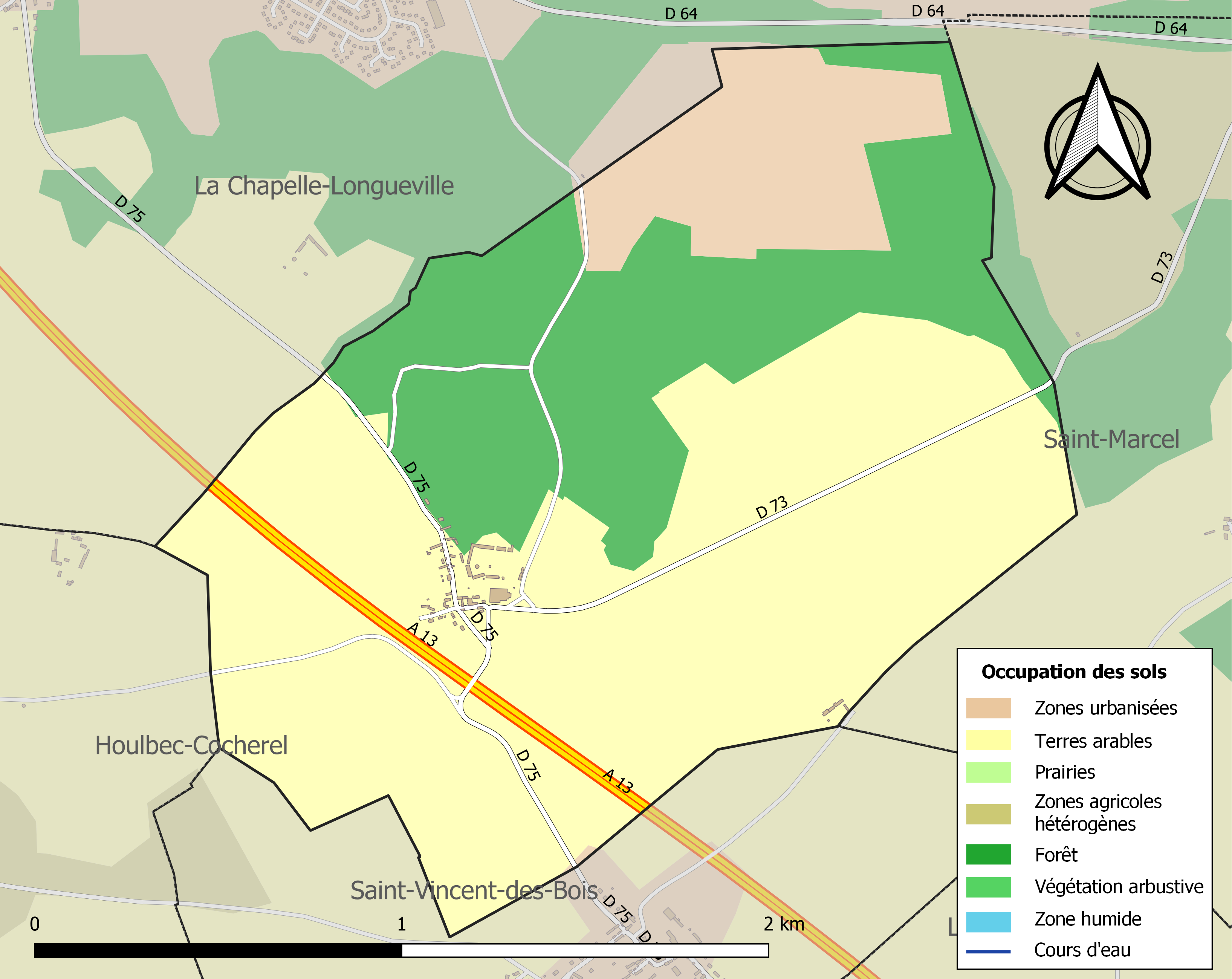
Carte des infrastructures et de l'occupation des sols de la commune en 2018 (CLC).

## Toponymie
Le nom de la localité est attesté sous les formes Meriacum (p. d’Eudes Rigaud) et Merceium au XIIIe siècle,.
Les toponymistes ne tiennent pas compte de la forme Meriacum attribuée fallacieusement par Ernest Poret de Blosseville à Mercey mais qui se rapporte vraisemblablement à Mérey non loin de là. En revanche, ils considèrent que Mercey remonte à Marciacum, (noté Marciacus par René Lepelley), formation toponymique gallo-romaine, basée sur le nom de personne latin ou roman Marcus,, suivi du suffixe -(i)acum de localisation et de propriété d'origine gauloise et qui a régulièrement abouti à la terminaison -ei dans les régions d'oïl, d'où la mauvaise latinisation du XIIIe siècle Merceium. Le nom d'homme latin Marcus se superpose au gaulois marco- « cheval », également nom de personne Marcus, Marcius.
Homonymie avec les très nombreux Mercey, Marcey et Mercy, etc.

## Histoire
Village situé sur un plateau, constitué de quelques fermes et maisons construites près du manoir seigneurial. Parmi les seigneurs de Mercey, on relève, à la fin du XVIe siècle, le nom de Lancelot de La Garenne, gouverneur des ville, châteaux et pont de Vernon, inhumé dans l'église de Mercey ; une partie de son mausolée est conservé dans la Tour des Archives de Vernon et au château de Saint-Just. Aux siècles suivants, le fief passe à la famille de Carrel, puis à Urbain Aubert, chevalier et propriétaire à Vernon. Au XIXe siècle, le domaine de Mercey appartient à la famille Suchet d'Albufera. Église à la présentation du seigneur, désaffectée vers 1835 ; culte à Saint-Vincent-des-Bois.

## Politique et administration
| Période                                  | Période  | Identité     | Étiquette | Qualité         |
| ---------------------------------------- | -------- | ------------ | --------- | --------------- |
| 2007                                     | En cours | Yves Deraeve | DVD       | Agent technique |
| Les données manquantes sont à compléter. |          |              |           |                 |

## Démographie
L'évolution du nombre d'habitants est connue à travers les recensements de la population effectués dans la commune depuis 1793. Pour les communes de moins de 10 000 habitants, une enquête de recensement portant sur toute la population est réalisée tous les cinq ans, les populations de référence des années intermédiaires étant quant à elles estimées par interpolation ou extrapolation. Pour la commune, le premier recensement exhaustif entrant dans le cadre du nouveau dispositif a été réalisé en 2007.

En 2022, la commune comptait 56 habitants, en évolution de +12 % par rapport à 2016 (Eure : −0,25 %, France hors Mayotte : +2,11 %).
| 1793 | 1800 | 1806 | 1821 | 1831 | 1836 | 1841 | 1846 | 1851 |
| ---- | ---- | ---- | ---- | ---- | ---- | ---- | ---- | ---- |
| 103  | 107  | 98   | 99   | 83   | 85   | 84   | 84   | 86   |

| 1856 | 1861 | 1866 | 1872 | 1876 | 1881 | 1886 | 1891 | 1896 |
| ---- | ---- | ---- | ---- | ---- | ---- | ---- | ---- | ---- |
| 84   | 80   | 64   | 71   | 61   | 65   | 66   | 62   | 65   |

| 1901 | 1906 | 1911 | 1921 | 1926 | 1931 | 1936 | 1946 | 1954 |
| ---- | ---- | ---- | ---- | ---- | ---- | ---- | ---- | ---- |
| 58   | 50   | 58   | 51   | 55   | 56   | 48   | 39   | 33   |

| 1962 | 1968 | 1975 | 1982 | 1990 | 1999 | 2006 | 2007 | 2012 |
| ---- | ---- | ---- | ---- | ---- | ---- | ---- | ---- | ---- |
| 44   | 93   | 39   | 39   | 46   | 45   | 52   | 53   | 51   |

| 2017 | 2022 | - | - | - | - | - | - | - |
| ---- | ---- | - | - | - | - | - | - | - |
| 50   | 56   | - | - | - | - | - | - | - |

## Lieux et monuments
- église Saint-Gilles[27], désaffectée vers 1835
- mairie de 1872[28]
- ferme[29]
- manoir du Parc[30], XVIe siècle, résidence des seigneurs de Mercey jusqu'à la Révolution. Propriété de la famille Suchet d'Albufera pendant une centaine d'années.